# Koh-I-Noor Hardtmuth

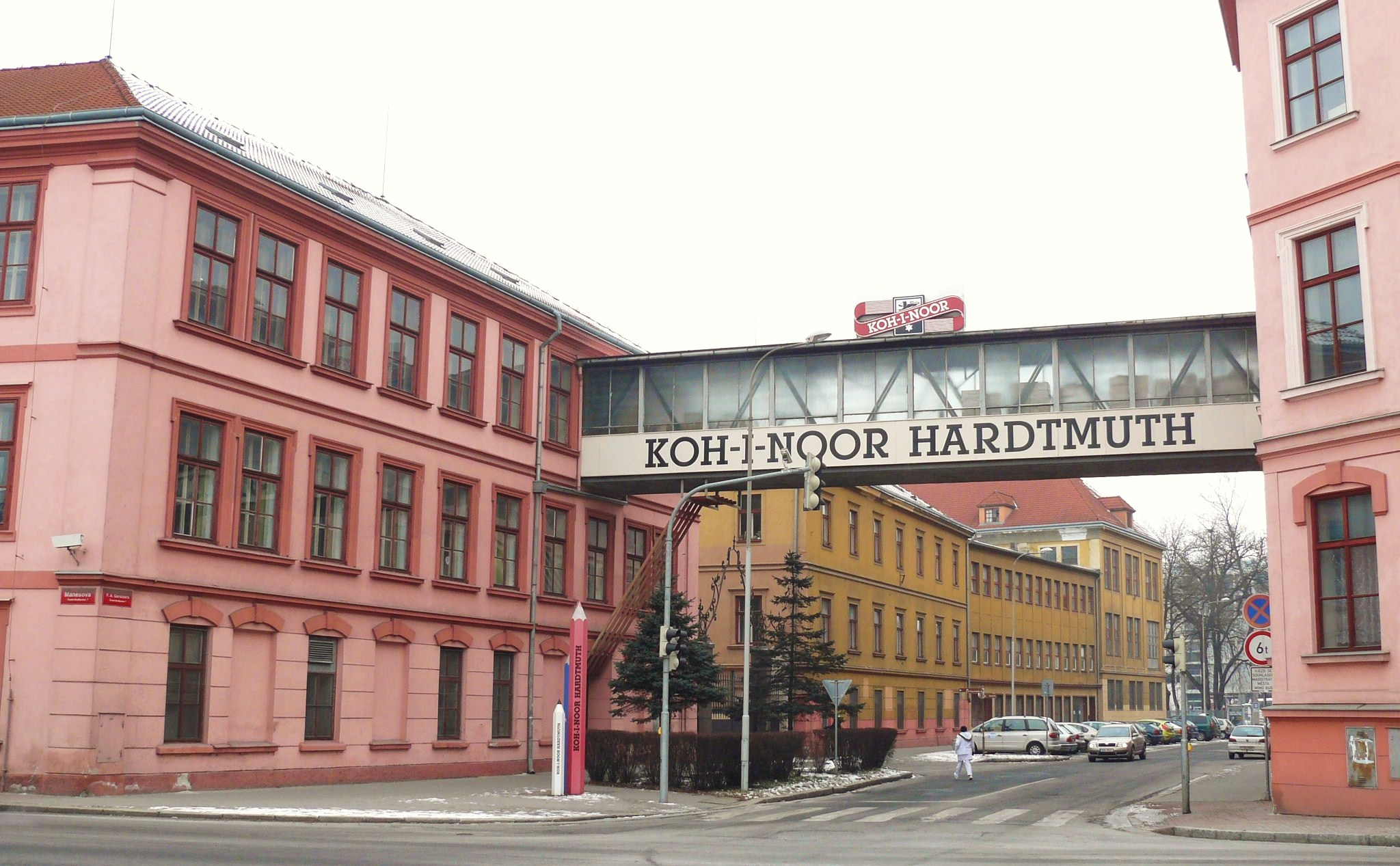
Zakłady w Czeskich Budziejowicach

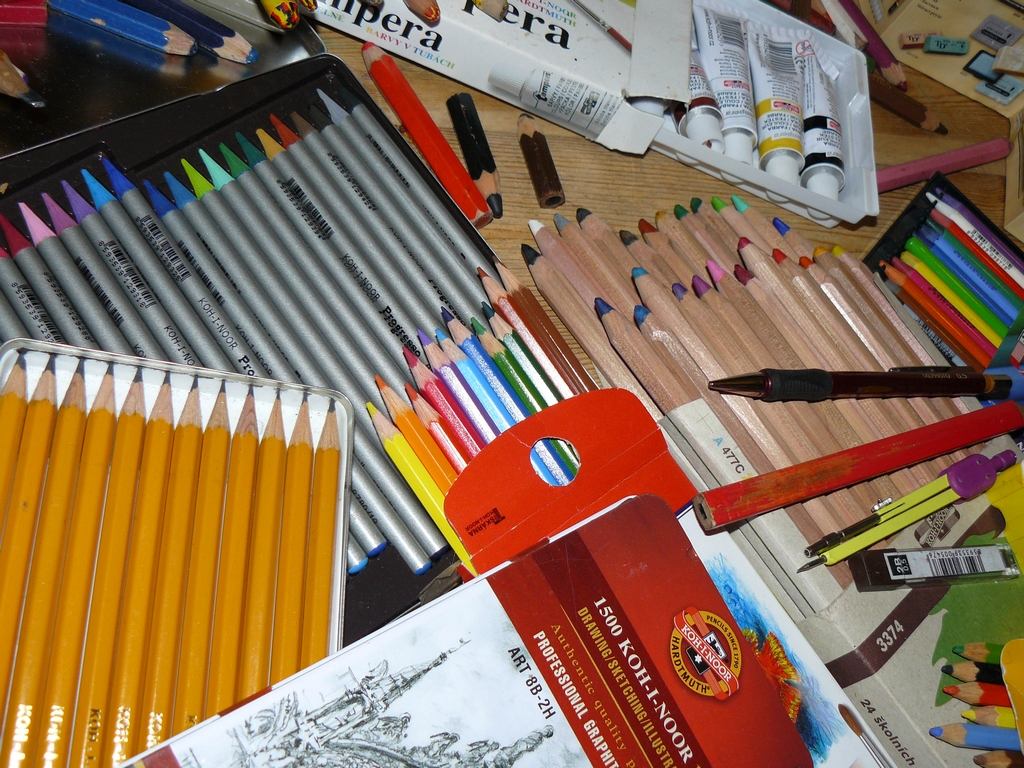
Niektóre artykuły do rysowania firmy Koh-I-Noor

Koh-I-Noor Hardtmuth a.s. – firma z siedzibą w Czeskich Budziejowicach (Republika Czeska) produkująca artykuły piśmienne pod marką tejże. 

## Historia
W roku 1790 w Wiedniu założył ją austriacki architekt Joseph Hardtmuth (1758–1816). Nazwa pochodzi od diamentu Koh-i-noor. W 1802 roku firma opatentowała wkład do ołówków, zrobiony ze spieku mieszaniny glinki kaolinowej i grafitu. W 1848 roku firma przeniosła się do Czeskich Budziejowic w południowych Czechach (wtedy część Cesarstwa austriackiego). Po wojnie w 1945 firma została znacjonalizowana przez władze czechosłowackie, natomiast w roku 1992 ją ponownie sprywatyzowano. Od 1994 roku należy do Gama Group. 

## Produkty
W katalogu firmy pod marką Koh-I-Noor znajdują się:
- kredki
- ołówki
- ołówki automatyczne
- przybory kreślarskie do rysunku technicznego
- artykuły biurowe
- pastele